# Didi Cichiata
Didi Cichiata (gruz. დიდი ციხიათა, ros. Нижний Сыхуат, Niżnij Sychuat) – wieś w Osetii Południowej, w regionie Znauri. W 2015 roku liczyła 47 mieszkańców.